# Joe Jonas
Joseph Adam Jonas (Casa Grande, Arizona, 1989. augusztus 15. –) amerikai énekes, színész.
A Jonas Brothers együttes tagja. A leghíresebb szerepe Joe Lucas a Jonas című sorozatában.

## Fiatalkora
Az arizonai Casa Grande-ban született. Apja Paul Kevin Jonas, lelkész, és zenész volt. Anyja Denise, jelnyelvtanár a templomi kórusban szerepelt. Testvérei: Franklin Nathaniel Jonas, Nicholas Jerry Jonas, Paul Kevin Jonas II. Ő maga és családja hívő református.

## Pályafutása
Gyerekként énekelt a testvéreivel közösen a templomi kórusban. A Jonas testvérek közül először Nick futott be 7 éves korában. Egy fodrászaton figyeltek fel rá, ahol unaloműzés gyanánt Pán Péter dalokat énekelt. Egy menedzser ekkor elküldte egy stúdióhoz és szerepelt a Broadway-n is több darabban pl. A Szépség és a Szörnyeteg vagy a Nyomorultak stb. Joe 3 darabban szerepelhetett, úgy mint La Bohčme, The Velveteen Rabbit, Oliver. 
Joe és Kevin először Nick háttér vokalistái voltak. Később megalapították a közös együttesüket a Sons of Jonas néven, és leszerződtek a Columbia Recordshoz, ahol 2006-ban kiadták első albumukat az It's About Time-ot. Később felmondták a szerződést a Columbia Records-szal, mert csak 30000 darab kelt el albumukból, s a Hollywood Records-szal kötöttek szerződést, ahol Jonas Brothers néven váltak ismertté és kiadták, második albumukat 2007-ben Jonas Brothers néven. Feltűntek a Hannah Montana című Disney-sorozatban, illetve beálltak a Hannah Montana Best of Both World turnéra is. A When You Look Me In The Eyes turnéjukból egy kisebb valóságshow-t csináltak Living The Dream néven, s amit a Jetix adott le.
2008-ban kiadták harmadik albumukat A Little Bit Longer néven. Jó néhány filmben szerepelhettek, így a Rocktábor címűben, ahol Joe, Shane Gray szerepét kapta. A második részhez szintén leszerződtek. A Burnin' Up turnéjukból 2009-ben 3D-s mozit állítottak össze Jonas Brothers 3D Concert Experiece címmel. 2009-ben jelent meg új sorozatuk a Jonas, illetve a Rocktábor 2. – A záróbuli. Negyedik albumuk Lines, Vines and Trying Times címet viselte. 2009-ben világ körüli turnét is csináltak.
2011-ben szólóalbumot adott ki Fast life címen. 2013-ban a Jonas Brothers feloszlott. 2015-ben megállapított a DNCE zenekart. A Cake by the Ocean című kislemezük 2015. szeptember 18-án jelent meg. 2018-ban a Hotel Transylvania 3. – Szörnyen rémes vakáció című filmben szinkronizált.
2019-ben újra összeáltt a Jonas Brothers. 2021-ben szerepet kapott a Devotion című filmben.

## Magánélet
2005 és 2006 között AJ Michalka színésszel járt. 2008-ban három hónapig Taylor Swift énekessel volt együtt. 2008 és 2009 között Camilla Belle színésszel járt. 2010-ben Demi Lovato énekessel jött össze. Majd Ashley Greene színésszel volt együtt. Utána 2012 és 2014 között Blanda Eggenschwiler grafikussal járt. 2015-ben Gigi Hadid modellel járt. 2016-ban jött össze Sophie Turner színésznővel, akit 2017 októberében eljegyzett. 2019-ben házasodtak össze. 2020 júliusában megszületett a lányuk.

## Filmográfia

### Filmek
| Év   | Magyar cím                                                  | Eredeti cím                                                 | Szerep        | Magyar hang  |
| ---- | ----------------------------------------------------------- | ----------------------------------------------------------- | ------------- | ------------ |
| 2019 |                                                             | Jonas Brothers: Chasing Happiness                           | önmaga        |              |
| 2018 | Hotel Transylvania 3. – Szörnyen rémes vakáció              | Hotel Transylvania 3: Summer Vacation                       | Kráken (hang) | Gájer Bálint |
| 2017 |                                                             | Demi Lovato: Simply Complicated                             | önmaga        |              |
| 2016 | Zoolander 2.                                                | Zoolander 2                                                 | önmaga        |              |
| 2010 | Rocktábor 2. – A záróbuli                                   | Camp Rock 2: The Final Jam                                  | Shane Gray    | Sánta László |
| 2009 | Éjszaka a múzeumban 2.                                      | Night at the Museum: Battle of the Smithsonian              | Cherub (hang) | Eredeti hang |
| 2009 | Jonas Brothers: A 3D koncertélmény!                         | Jonas Brothers: The 3D Concert Experience                   | önmaga        |              |
| 2008 |                                                             | Jonas Brothers: Live in London                              | önmaga        |              |
| 2008 |                                                             | Jonas Brothers: Band in a Bus                               | önmaga        |              |
| 2008 |                                                             | Jonas Brothers: Live & Mobile                               | önmaga        |              |
| 2008 | Rocktábor                                                   | Camp Rock                                                   | Shane Gray    | Sánta László |
| 2008 | Hannah Montana – Miley Cyrus: Mindenből a legjobbat koncert | Hannah Montana and Miley Cyrus: Best of Both Worlds Concert | önmaga        |              |

### Televíziós szerepek
| Év         | Magyar cím                        | Eredeti cím                        | Szerep            | Megjegyzések                          |
| ---------- | --------------------------------- | ---------------------------------- | ----------------- | ------------------------------------- |
| 2020       |                                   | Home Movie: The Princess Bride     | Boglárka hercegnő | 1 epizód                              |
| 2020       | Dash és Lily                      | Dash & Lily                        | önmaga            | 1 epizód                              |
| 2019       |                                   | Songland                           | önmaga            | 1 epizód                              |
| 2018       |                                   | The Voice Australia                | önmaga            | zsűri                                 |
| 2017, 2020 |                                   | The Voice                          | önmaga            | mentor                                |
| 2017       | Angie Tribeca – A törvény nemében | Angie Tribeca                      | zöld nyomozó      | 1 epizód                              |
| 2016       |                                   | Comedy Bang! Bang!                 | önmaga            | 1 epizód                              |
| 2016       | Grease élő                        | Grease Live                        | Johnny Casino     | különkiadás                           |
| 2015       |                                   | I Can Do That                      | önmaga            | versenyző                             |
| 2012–2013  |                                   | Married to Jonas                   | önmaga            | mellékszereplő                        |
| 2012       |                                   | The Next: Fame Is at Your Doorstep | önmaga            | mentor                                |
| 2012       |                                   | The Choice                         | önmaga            | 2 epizód                              |
| 2010       | Sonny, a sztárjelölt              | Sonny with a Chance                | önmaga            | 1 epizód                              |
| 2010       |                                   | American Idol                      | önmaga            | vendég zsűri                          |
| 2010, 2012 | Vérmes négyes                     | Hot in Cleveland                   | Will              | 2 epizód                              |
| 2010       | Jonasék Los Angelesben            | Jonas L.A                          | Joe Lucas         | főszereplő magyar hangja Czető Roland |
| 2009       | Jonas                             | Jonas                              | Joe Lucas         | főszereplő magyar hangja Czető Roland |
| 2009       |                                   | Atrévete a soñar                   | önmaga            | 1 epizód                              |
| 2008       |                                   | Disney Channel Games               | önmaga            | 5 epizód                              |
| 2008–2010  |                                   | Jonas Brothers: Living the Dream   | önmaga            | főszereplő                            |
| 2007       | Hannah Montana                    | Hannah Montana                     | önmaga            | 1 epizód                              |